# Richard F. Phillimore
Richard Fortescue Phillimore (født 23. december 1864, død 8. november 1940) var en britisk admiral for Royal Navy, som i Danmark er mest kendt for at stå bag bombardementet af luftskibsbasen i Tønder 19. juli 1918.
Han var søn af admiral Augustus Phillimore og tjente Royal Navy fra 1878 til 1929.
I 1886 blev han løjtnant og 1899 kommandant og deltog år 1900 i kampe under Bokseropstanden og 1904 i Somaliland.
Som kaptajn havde han kommandoen over skibene HMS Mohawk, HMS Juno, HMS Adoukir og fra 1911-1915 i 2 omgange slagkrydseren HMS Inflexible, og en overgang HMS Good Hope.

## Tjeneste under 1. verdenskrig
Efter udbruddet af 1. verdenskrig avancerede han 9. august 1915 til kontreadmiral (Rear Admiral) under 2. slagkrydser-eskadre (Battle Cruiser Squadron) og senere 1. slagkrydser-eskadre, hvormed han deltog i søslaget ved Helgoland 17. november 1917.
Den 15. marts 1918 blev Phillimore udnævnt som Admiral Commanding Aircraft med flagskib HMS Furious, som da var ombygget til hangarskib med flydæk både forrest og bagerst.
Efter admiral David Beattys tilladelse gik Phillimore i gang med at planlægge et flyangreb mod luftskibsbasen i Tønder og han udstak sine angrebsordrer til de deltagende piloter.

Det 3. angrebsforsøg, den såkaldte operation F7, igangsattes kl. 3 om morgenen den 19. juli 1918, hvor 2 eskadrer Sopwith Camel-fly lettede fra dækket af HMS Furious og nåede til Tønder, hvor de satte luftskibene L 54 og L 60 i brand.

## Efter krigen
Efter krigen blev Phillimore i 1920 forfremmet til viceadmiral (chef for reserve-flåden) og i 1924 til admiral, inden han 1929 gik på pension.
Sir Richard Phillimore var gift med Violet Turton.
De fik 4 børn.

## Eksterne links
1. ↑  Richard Fortescue Phillimore - dreadnoughtproject.org
2. ↑  The Admiral's Orders for the Raid on Tondern - tondernraid.com
3. ↑  Right-Admiral Sir Richard Fortescue Phillimore - thepeerage.com (slægts-hjemmeside)